# Mucurubá
Mucurubá – miasto w Wenezueli, w stanie Mérida.